# Guetar
Guetar (Guetare, Güetar, Huetar, Wétar), indijanski narod jezične porodice Talamancan (Swanton), ili iz grupe Rama, kako ih danas klasificiraju, te srodni plemu Guatuso ili Maleku. Naseljeni su u Srednjoj Americi u središnjim predjelima Kostarike, danas na rezervatima Quitirrisí i Zapatón. 
Svoje ime dobili su po poglavici Huetar čije je pleme živjelo sjeverno i istočno od Punta de Herradura, a postojale su jš 4 druge poglavice koji su kontrolirali ostalim skupinama, to su bili Garabito, Guarco, Pacaca i Asseri što bi upućivalo na nekad snažnu političku međuplemensku oraganizaciju prije Osvajanja (Konkviste). Peralta (1895.) navodi da su im pripadala "provincije" i plemena: Abra, Accerri, Catapa, Cooc, Garabito, Guarco, Pacaca, Tayopan, Tice i Turriarba, među kojima je poznato da su Indijanci Tice i Catapa pripadnici porodice Rama, kako i Swanton navodi u svojem popisu plemena Meksika i Srednje Amerike.
Plemena Guetar, Voto i Suerre u podlegla su u osvajanjima prilično rano, a danas su se od ova tri plemena jedini Guetari očuvali. 

## Vanjske poveznice
- Photographs of Huetar artifacts.
- Vocabulary Words in Native American Languages: Huetar